# 特鲁查斯
特鲁查斯，是西班牙卡斯蒂利亚-莱昂莱昂省的一个市镇。 总面积301平方公里， 2001年普查人口總數為72人，人口密度為每平方公里2人。